# Carpanzano
Carpanzano é uma comuna italiana da região da Calábria, província de Cosenza, com cerca de 377 habitantes. Estende-se por uma área de 14 km², tendo uma densidade populacional de 27 hab/km². Faz fronteira com Altilia, Belsito, Colosimi, Marzi, Scigliano.

## Demografia
| Variação demográfica do município entre 1861 e 2011                               |
|                                                                                   |
| Fonte: Istituto Nazionale di Statistica (ISTAT) - Elaboração gráfica da Wikipedia |